# День работников уголовного розыска России

Знамя МВД

День сотрудников уголовного розыска — профессиональный праздник сотрудников уголовного розыска Российской Федерации. Эта дата отмечается в России ежегодно, 5 октября.

## История «дня работников уголовного розыска»
5 октября 1918 года НКВД РСФСР было создано Центральное управление уголовного розыска — Центророзыск (согласно «Положению об образовании отдела уголовного розыска»). Именно поэтому выбор пал на этот день, хотя уголовный сыск существовал ещё в Российской империи.
Министр внутренних дел Российской Федерации Рашид Гумарович Нургалиев в 2008 году, в своей поздравительной речи посвящённой девяностолетию российского уголовного розыска, сказал следующее:

Уголовный розыск по праву заслужил уважение наших граждан. Именно его сотрудники всегда были и остаются на переднем крае борьбы с преступностью, неизменно проявляя в самых сложных ситуациях, сопряженных с риском для жизни, выдержку и самообладание. Их всегда отличала бескомпромиссность, честность и порядочность. Так было и во время становления службы, в трудные годы Великой Отечественной войны и в настоящее время.

И действительно, в структуре министерства внутренних дел одним из наиболее малочисленных и важных подразделений является уголовный розыск. День работников уголовного розыска — 5 октября.
В этот день многие телеканалы транслируют фильмы, посвящённые работе сотрудников угро.
Например фильмы: Я, следователь, Инспектор уголовного розыска (фильм), Будни уголовного розыска.

## День работников уголовного розыска в других странах
Украина
День работников уголовного розыска отмечается в тот день, когда в республике Декретом Совнаркома Украины была образована секция судебно-уголовного розыска. Это произошло 15 апреля 1919 года.